# Fuerza Democrática
Fuerza Democrática es un partido político de izquierda costarricense que en los años 1990 tuvo una influencia importante en la política del país. Fue refundado con el fin de participar en las elecciones nacionales de 2022 aunque su candidatura fue denegada por errores de inscripción.

## Historia
Fue creado a partir de la unión del "Partido del Progreso" (que venía del anterior Partido Socialista Costarricense), y varios sectores del Progresismo y de la izquierda democrática costarricense. Fuerza Democrática llegó en su momento a ser el tercer partido más grande de Costa Rica, después del Partido Liberación Nacional y el Partido Unidad Social Cristiana, y la principal fuerza de oposición al Bipartidismo hegemónico con tendencia económica Neoliberal, gracias también al labor de su primer presidente, Isaac Felipe Azofeifa, poeta, profesor y distinguido político de Costa Rica, con una visión progresista, de Izquierda Democrática, y auténticamente social democrática. Logró dos diputados en el periodo 1994-1998: El abogado Gerardo Trejos Salas, exdirigente del "Partido del Progreso" y antes del Partido Liberación Nacional, y Rodrigo Gutiérrez Schwanhausen, hijo del Dr. Rodrigo Gutiérrez Sáenz, exdiputado del Partido Pueblo Unido Coalición de Izquierdas). Logrando otros tres en el periodo 1998-2002: El politólogo de origen español José Merino del Río (casado con una sobrina del líder histórico Manuel Mora, Célimo Guido) ; y el abogado José Manuel Núñez, antiguo líder universitario. No logró ninguno en el 2002 ni en el 2006. Salvo por su candidato presidencial, Vladimir de la Cruz, la mayoría de sus líderes dejaron el partido. José Merino del Río fundó el Partido Frente Amplio de Izquierdas; Gerardo Trejos Salas se alejó de la política y falleció; Célimo Guido fundó el partido provincial llamado Partido Acción Democrática Alajuelense y se dedicó al trabajo y organización de bases campesinas; Rodrigo Gutiérrez Schwanhauser se unió al Partido Acción Ciudadana primero, y el folclorista Miguel Salguero se adhirió a Unión Patriótica, partido progresista también desaparecido. 
Después de las luchas nacionales contra el TLC (2006-2007), en junio del 2008 Vladimir de la Cruz fue nombrado embajador de Costa Rica en Venezuela por su enemigo ideológico, el Presidente Dr. Óscar Arias, presidente de la República, lo que levantó airadas críticas por parte de diversos sectores del país. El partido no se reeinscribió para las elecciones presidenciales de Costa Rica de 2010.
En campaña política, este partido se hacía llamar "El Naranjazo" haciendo alusión al color de su bandera, junto al eslogan de campaña de esa época: "¡Métale un naranjazo al Bipartidismo!" 

## Trayectoria electoral
Obtiene en las elecciones de 1994 dos diputados en la Asamblea Legislativa y 22 regidores. En las de 1998, obtiene tres diputados y 24 regidores. En las elecciones de 2002 no obtiene diputados pero obtiene un regidor en los cantones de La Unión, Paraíso, Jiménez y Oreamuno, todos en la provincia de Cartago. En las elecciones municipales de 2002 logra elegir 3 concejales en el cantón de Esparza, provincia de Puntarenas, y 1 concejal en los cantones de Alvarado y Oreamuno, ambos de la provincia de Cartago, Matina, en la provincia de Limón y Desamparados, en la provincia de San José.
Para las elecciones de 2006 no obtiene diputados ni regidores pero al menos obtiene la votación para presidente necesaria para continuar siendo legal ante el TSE. En las municipales del mismo año logra elegir 1 concejal en los cantones de Matina, provincia de Limón, y San Ramón, provincia de Alajuela.

## Elecciones presidenciales
| Elecciones presidenciales |                     |        |       |          |
| Año                       | Candidato           | Votos  | %     | Posición |
| 1994                      | Miguel Salguero     | 28 274 | 1.9%  | 3°       |
| 1998                      | Vladimir de la Cruz | 41 710 | 3.2%  | 3°       |
| 2002                      | Vladimir de la Cruz | 4 121  | 0.27% | 7°       |
| 2006                      | Vladimir de la Cruz | 3 020  | 0.19% | 11°      |

## Elecciones legislativas
|  | 5.3 % |

|  | 5.7 % |

|  | 1.9 % |

|  | 0.8 % |